# Terno d'Isola
Terno d'Isola é uma comuna italiana da região da Lombardia, província de Bérgamo, com cerca de 5.633 habitantes. Estende-se por uma área de 3 km², tendo uma densidade populacional de 1661 hab/km². Faz fronteira com Bonate Sopra, Calusco d'Adda, Carvico, Chignolo d'Isola, Mapello, Medolago, Sotto il Monte Giovanni XXIII.

## Demografia
| Variação demográfica do município entre 1861 e 2011                               |
|                                                                                   |
| Fonte: Istituto Nazionale di Statistica (ISTAT) - Elaboração gráfica da Wikipedia |